# King City (Kalifornia)
King City város az USA Kalifornia államában, Monterey megyében. Lakosainak száma 13 332 fő (2020. április 1.).

## Népesség
A település népességének változása:

| 2010 | 12 874 |
| 2020 | 13 332 |